# Фролов, Александр Александрович (генерал)
Александр Александрович Фролов (1912—1975) — советский военачальник и военный педагог, кандидат военных наук, профессор, генерал-полковник войск связи (1968). Начальник Военной Краснознамённой академией связи имени С. М. Будённого (1961—1974), участник Великой Отечественной и Советско-японской войн.

## Биография
Родился 17 августа 1912 года в Санкт-Петербурге.
С 1928 по 1930 год обучался в Ленинградском электротехническом институте имени В. И. Ленина, в 1930 году призван в ряды РККА и был направлен для продолжения обучения в Военной электротехнической академии РККА. С 1936 по 1941 год на педагогической работе в Ленинградском военном училище связи в качестве преподавателя.
С 1941 по 1945 год участник Великой Отечественной войны. С 13 июля 1941 года воевал на Западном фронте в должности старшего помощника начальника телефонно-телеграфного отдела Управления связи штаба этого фронта. С 1942 по 1944 год — начальник связи оперативной группы Калининского фронта, начальник связи 41-й и 43-й армии, являлся заместителем начальника связи Степного и 2-го Украинского фронтов по вспомогательным пунктам управления. С 1944 по 1945 год — начальник оперативного направления Главного управления связи Красной Армии, занимался решением задач по обеспечению бесперебойной связи фронтов с СВГК, в том числе в 1945 году в Советско-японской войне.
С 1946 по 1948 год — начальник отдела оперативной связи Главного управления связи Красной Армии. С 1948 по 1961 год на научно-педагогической работе в Военной Краснознамённой академии связи имени С. М. Будённого в качестве старшего преподавателя, начальника кафедры дальней связи, начальника командного факультета и заместителя начальника академии по учебной и научной работе, с 1959 по 1961 год — секретарь парткома этой академии. В 1955 году защитил диссертацию на соискание учёной степени кандидат военных наук, в 1967 году ВАК СССР присвоил ему учёное звание профессор. С 1961 по 1974 год — начальник Военной Краснознамённой академии связи имени С. М. Будённого. Помимо основной деятельности избирался депутатом Ленинградского городского Совета депутатов трудящихся и являлся руководителем постоянной комиссии по транспорту и связи.
С 1974 года в запасе.
Скончался 18 января 1975 года в Ленинграде, похоронен на Богословском кладбище.

## Высшие воинские звания
- Генерал-майор войск связи (18.02.1958)
- Генерал-лейтенант войск связи (9.05.1961)
- Генерал-полковник войск связи (19.02.1968)[4]

## Награды
- Орден Красного Знамени (21.08.1953)
- Орден Отечественной войны I степени (02.03.1944) и II степени (27.09.1943)
- два ордена Красной Звезды (26.02.1943, 15.11.1950)
- Медаль «За боевые заслуги» (30.04.1945)
- Медаль «За победу над Германией в Великой Отечественной войне 1941—1945 гг.» (21.08.1953)
- Медаль «За победу над Японией»
- Медаль «30 лет Советской Армии и Флота»[5][6]